# Charles-André van Loo
Charles-André van Loo (Carle van Loo) (Nizza, 1705. február 15. – Párizs, 1765. július 15.) francia festő, Jean-Baptiste van Loo öccse.

## Élete
Testvérétől kapta az induló ötleteket, s hozzá hasonlóan Rómában Benedetto Luttinál tanult. 1723-ban elhagyta Itáliát, s ettől kezdve Párizsban dolgozott, ahol egy történelmi témájú festményeknek rendezett versenyen egyik képe első helyet nyert. 1727-ben ismét meglátogatta Itáliát, ekkor II. Viktor Amádé szárd-piemonti király felkérésére illusztrációkat festett Tasso műveihez. 1735-ben Párizsba költözött, majd a Festészet és Építészet Királyi Akadémiájának tagja lett. Később ő lett XV. Lajos udvari festője. 1765. július 15-én Párizsban érte a halál.

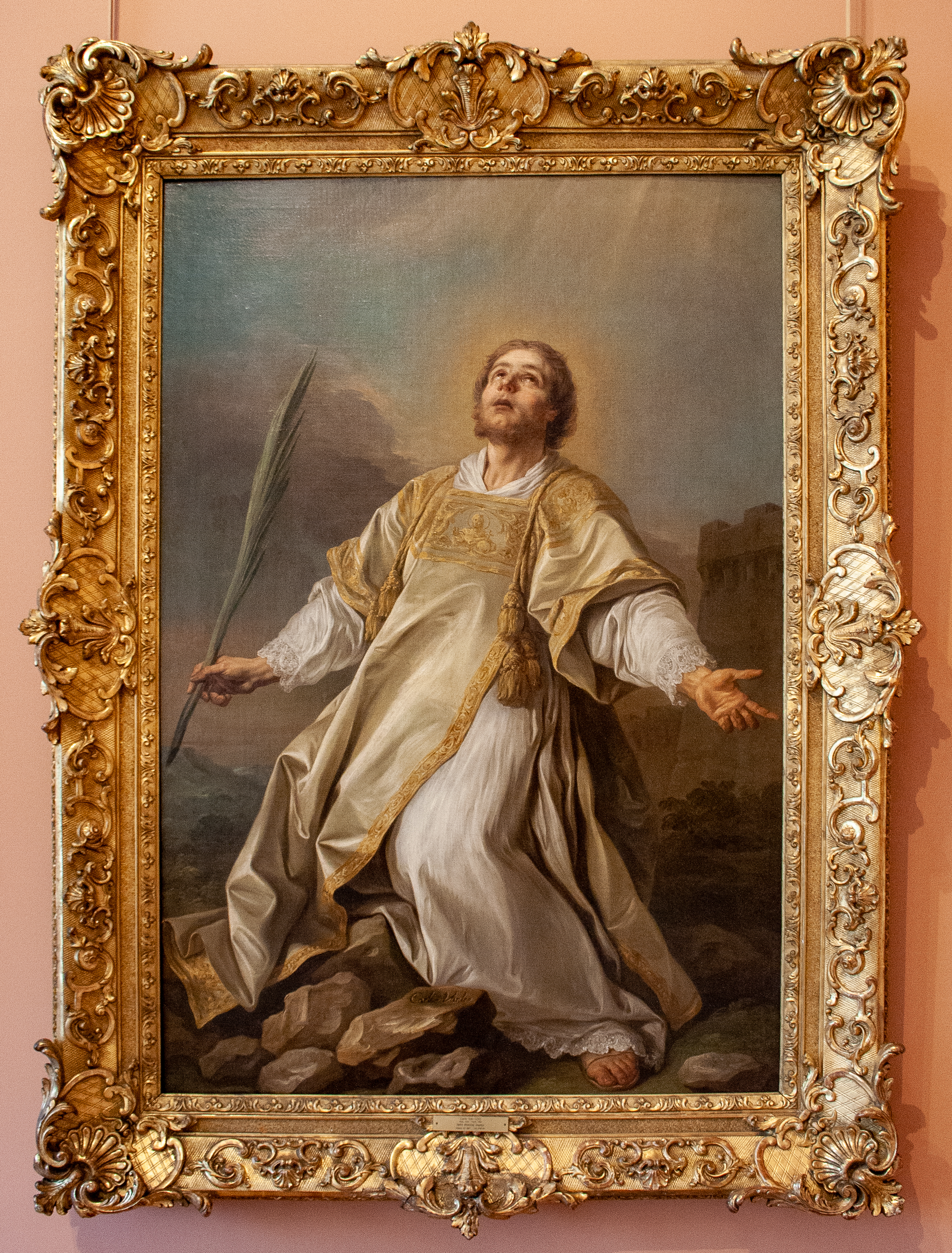
Szent István mártír Charles-André van Loo festményén Valenciennes szépművészeti múzeumában

## Munkássága
Egyszerű stílusával és a díszítések háttérbe szorításával sokat tett a modern francia iskola puritánságáért. A Szűz házassága című képe a Louvre-ban található.